# Szent Márk-templom (Zágráb)
A Szent Márk-templom (horvátul: Crkva sv. Marka) Zágráb egyik legrégibb műemléke, mely a Szábor épületéhez hasonlóan a Szent Márk téren áll.

## Leírása
A Szent Márk-templom Zágráb egyik legrégebbi épülete, amit a templom homlokzatán található román stílusú részletek is megerősítenek. A templom alaprajza szerint háromhajós csarnoképület, keleten hármas félköríves záródással. Belsejét négy masszív kerek oszlop tagolja hajókra. A templomba a nyugati és a déli kapuzaton keresztül lehet bejutni. A templomtól északkeletre található a négyszögletes harangtorony. A harangtoronytól nyugatra található a sekrestye, mellette pedig a Szent Fábián és Sebestyén kápolna, amelyekbe kívülről is be lehet jutni. A templom a polgárváros, a Gradec plébániatemplomként épült a 14. században. A plébániát már 1261-ben említik. A templom kapuja előtt állt a középkorban a szégyenoszlop, ahová az elítélteket a városi bíróság ítélete kikötötték illetve hajtották rajtuk végre az ítéletet. A templom színes tetőcserepeiről ismerhető fel, amelyeken Zágráb város és a Horvát Királyság hármas címere látható. Jellegzetes a templom barokk hagymakupolája és a harmonikus déli homlokzat Horvátország leggazdagabb gótikus portáljával.
A Felsőváros szerkezete a 13. században alakult ki. Tűz és földrengés miatt ezt a városrészt több alkalommal teljesen átépítették, így ma nagyon nehéz meghatározni eredeti kinézetét. IV. Béla a tatárjárás után a Gradecnek (Felsőváros) szabad királyi városi rangot adott. Itt székelt a horvát bán és a várispán. 1257-ben befejezték Gradec körül a várfalat. A vásárokat a templom előtti Szent Márk téren tartották. 1573-ban itt, a templom előtt koronázták meg izzó vaskoronával Gubecz Mátét, a horvát parasztlázadás vezetőjét. A templom mai neogótikus külseje a 19. század utolsó negyedében végzett (1876-1882) felújításának eredménye, amelyet a gótikus templomok bécsi restaurátorára, Friedrich von Schmidt építészre bíztak. A tervei szerinti építési munkákat munkatársa, Hermann Bollé irányította. Ebben az időben készültek a tető híres mázas cserepei.
A templom belsejét 1923 és 1924 között ismét felújították, 1936 és 1938 között a sekrestyében kápolnát építettek. A templom az Ivan Meštrović szobrászművész által készített szobrokról is ismert („A keresztre feszített Krisztus” főoltáron és „Szűz Mária Jézussal” az egyik mellékoltáron). A legszebb freskók közül néhányat Jozo Kljaković festett („A hegyi beszéd”, 1923, „A spliti szábor Grgur Ninskivel”), a vászonra festett olajképek pedig Ljubo Babić munkái. Régisége miatt a templomot az 1990-es években újra felújították, azzal a céllal, hogy megőrizze eredeti szépségét. 2009. március 29-én ünnepelték a templom 25 évvel korábban megkezdett felújítási munkáinak befejezését.

## Története

### Az első templom
A Gradec IV. Béla általi szabad királyi várossá nyilvánítását 1242-ben nem követte azonnal a saját plébánia alapítása, így a plébániatemplom továbbra is a püspöki joghatóság alatt álló ilicai Szent Margit templom volt. Az önálló Szent Márk plébániát csak 1261-ben alapították. Maga a Szent Márk templom valószínűleg a 13. század közepén épült, mivel a vásárt, amely a középkori szokások szerint valószínűleg a templom közelében volt a Szent Márk ünnep alkalmával említik. Ezt a feltételezést támasztja alá a templom homlokzati részének román stílusú ablaka, amelyet az 1970-es években végzett helyreállítási beavatkozások során fedeztek fel. Lehetséges azonban, hogy itt egy még régebbi templom is létezett, hiszen a 2005-ös és 2006-os régészeti feltárások során egy 11. századi temető maradványai is előkerültek.

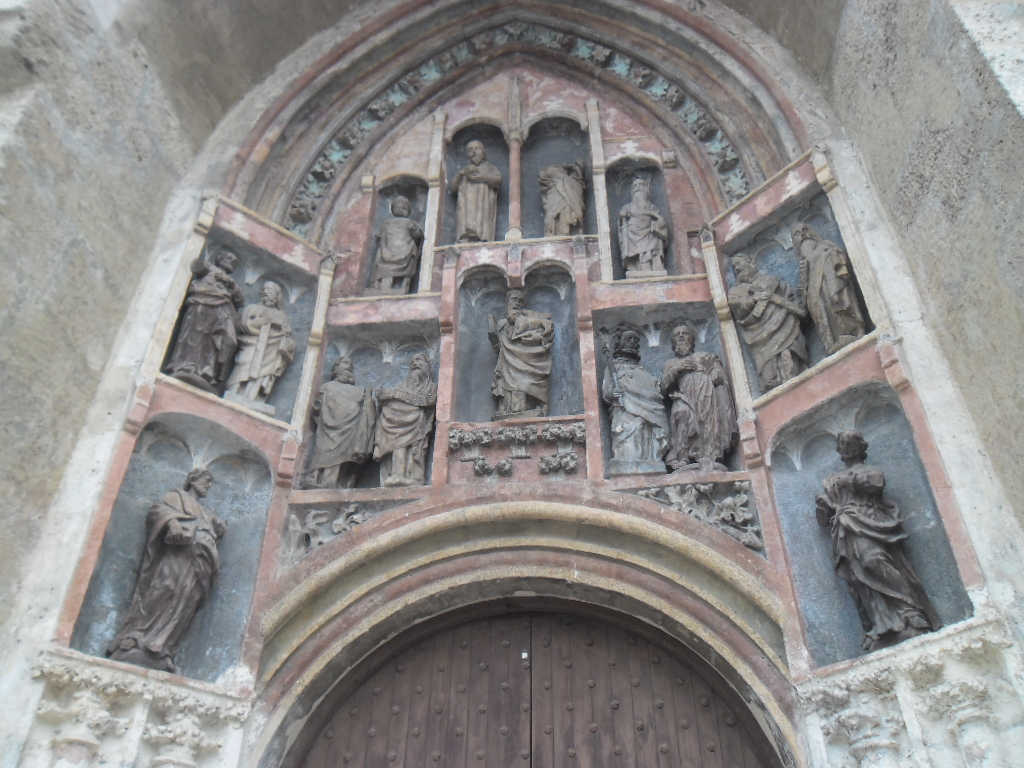
A templom főkapuzata

A 14. és a 15. század folyamán a meglévő templomot a gótikus stílusban teljesen átépítették. Ebben az időben valószínűleg a boltozat terhelésének csökkentése miatt támpilléreket építettek és lehetséges, hogy a szentélyt, az északi sokszögű apszist, valamint a harangtornyot is ekkor építették. A Vienac folyóirat 1875-ből származó egyik számában, a templom megújításának előestéjén a munkával megbízott Friedrich von Schmidt építész megemlíti, hogy először a 13. században a templom középső apszisát építették, és csak később építették meg az északi és a déli apszist létrehozva a három templomhajót. A Szent Fábián és Sebestyén kápolna, valamint a sekrestye valószínűleg a 15. század második felében épült. A kápolnában található Franjo Polar plébános 1472-ből származó sírköve. Hamarosan azonban szóba került a kápolna lebontása, vagyis a sekrestye bővítése érdekében a templom nyugati végébe történő esetleges áthelyezése. Valószínűleg ebben az időben építették a kápolnába Gradac 1499-ből származó címerét. A sekrestye 15. századi ajtajait ma Zágráb Város Múzeumában őrzik.
A gótikus templom idejéből származik a templom déli portálja is. A templom két mai portálja közül a déli a reprezentatívabb annak ellenére, hogy a templom a szokásos kelet-nyugati tájolású. Ez a leggazdagabb horvát gótikus portál a tizenöt fülkében elrendezett tizenöt szobrával, melyek közül tizenegy kőből készült gótikus szobor és négy fából faragott barokk szobor. A szobrok Szűz Máriát és gyermekét Krisztust, Szent Márkot, a templom védőszentjét, valamint az apostolokat ábrázolják. A gótikus keltezést egy 1949-es kutatás is megerősítette, amikor kiderült, hogy a portál több festékréteggel rendelkezik, amelyek közül az első és a második a gótikus időszakból származik. Ezt a portált gyakran a prágai Parler-műhelynek tulajdonítják, vagy legalábbis elismerik annak a műhelynek a hatását a portál kialakítására.

### A reneszánsz és barokk átépítés
A Szent Márk templomot, leggyakrabban a harangtornyot gyakran sújtották földrengések és tűzvészek. A Zágráb körzetében legrégebben regisztrált földrengésben, 1502 márciusában a templom harangtornya leomlott. A harangtorony helyreállítása csak az 1580-as évek végén fejeződött be, majd a templom tetejét javították. A templom déli portálján 1949-ben végzett kutatás feltárta, hogy a déli portál több réteg festékkel rendelkezik, és hogy a harmadik festékréteg reneszánsz kori volt, mely valószínűleg a 16. századi földrengés utáni helyreállítás során jött létre.
Az 1645 márciusi tűzeset után a templom fa tetőszerkezete leégett, a boltozatok vagy megrongálódtak, vagy beomlottak, a harangtorony pedig részben megsérült. A templom újjáépítése részben a tűzvész után nem sokkal kezdődött, de a harangtorony helyreállítása csak 1659-ben kezdődött el. Ebben az évben írták alá a szerződést Dionisio Philippi kőfaragóval, a következő évben pedig az építész Antonio Macettóval, akinek halála után a munkát fia, Bartolomeo és az építész Silvestrio Donati folytatta.  A templom helyreállítási munkájának befejezése után 1674 júniusában újabb tűz ütött ki, amelynek során a templom harangtornyának fele ledőlt, többi része pedig súlyosan megrongálódott. 

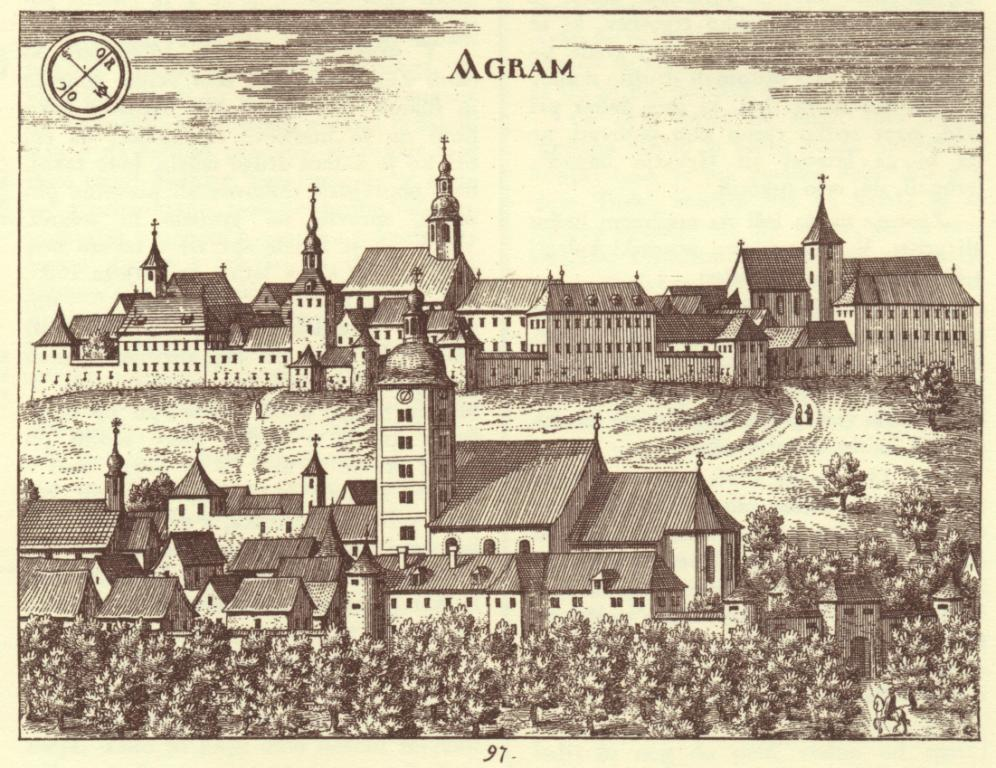
Valvasor metszete Zágrábról 1689-ből, előtérben a Szent Márk templommal

Az 1680-as években a templom homlokzatát újjáépítették, amelynek során a sérült csúcsíves ablakokat négyszögletes ablakokkal helyettesítették. Abban az időben a déli portál szobrait újrafestették, és valószínűleg helyreállították a templom tetejét. A harangtorony helyreállítása az 1690-es években kezdődött, és a 18. század első évtizedében fejeződött be. Újra Bartolomeo Macetto volt a munkát irányító építész. 1725-ben hagyma alakú barokk sisakot helyeztek a harangtorony tetejére. A templom ekkor valószínűleg új cseréptetőt is kapott.
1707-ben újabb tűz keletkezett, melyben a templom teteje, főoltára, a harangok és a toronyóra is megsérült. A harangtorony első emeletén található felirat az 1775-ös évet említi, amelyből arra lehet következtetni, hogy akkor is voltak munkálatok a harangtornyon, és ez a templom többi része esetében is lehetséges. A felújítás során a harangtornyot bevakolták, fehérre festették, de egyes építészeti elemek, mint például koszorú és sarokkövek körül fekete szegélyekkel látták el. A déli portál négy fa polikróm szobra szintén a 17. vagy a 18. századból származik.
A templom belsejét a 17. és a 18. század folyamán többször felújították, így a fehérre meszelt falak és oszlopok mellett a templom szószéket, kórust, új térburkolatot, valamint oltárokat kapott, a templomi berendezést pedig többször cserélték. A barokk berendezést Schmidt és Bollé restaurálása során dobták ki a templomból. A 18. századi oltárok egy része ma a Zágrábi Városi Múzeumban látható, az egyetlen teljesen eredeti oltár, Szent Pál megtérése oltára pedig a Horvát Történeti Múzeumban található. A templomban található kriptákat először 1700-ban említették meg, számuk az évek során nőtt. A templom utolsó temetkezéseit a 19. század első felében jegyezték fel.

### Felújítások a 19. század első felében
Az idő múlásával sokasodtak azok a vélemények, melyek szerint a templomot le kell bontani. A legtöbb kritika a templom méretét és a téren való nem megfelelő elhelyezkedésével kapcsolatban fogalmazódott meg. A lebontást először 1771-ben javasolták egy nagyobb templom építésére vonatkozó javaslattal ugyanazon a téren, de a 19. században is voltak hasonló javaslatok. Az 1860-as években ismételt bontási javaslatok is felmerültek, végül azonban úgy döntöttek, hogy a templomot újjá kell építeni.
A templom lebontására irányuló szakadatlan kezdeményezések mellett újjáépítési kezdeményezések is megjelentek. 1813-ban Josip Karavčić plébános javasolta a harangtorony barokk kupolájának helyreállítását. A harangtorony csak 1841-ben kapott új kupolát, amit a ráírt év bizonyít, egy évvel később pedig a templom tetejét is felújították. Bartol Felbinger építész ugyan már 1811-ben elkészítette a harangtorony tervét, de a munkákat ekkor még nem végezték el. Amit Felbinger tervéből végrehajtottak, az a klasszicista nyugati portál felújítása, amelyet mindkét oldalon két oszlop szegélyezett, felül egy lapos gerendával, amely fölött kettős téglalap alakú ablak volt. Ezt a portált, valamint a teljes nyugati homlokzatot a Schmidt-Bollé felújítás során alakították át.

### Schmidt-Bollé-féle felújítás
A Szent Márk-templom felújítása az első átfogó historizáló helyreállítás volt, amelyet az akkori báni igazgatás alatt álló Horvátország területén hajtottak végre. Ez a felújítás adta meg a templomnak azt neogótikus megjelenést, ahogyan ma is ismerjük. A helyreállítást Friedrich Schmidt kezdte 1876-ban, majd Hermann Bollé folytatta. A templom neogótikus megjelenése javarészt Schmidt ötlete volt tekintve, hogy Bollé tervét csak egy ablak esetében fedezhetjük fel, a belső teret, valamint a templom rusztikus homlokzatát viszont nagy valószínűséggel Bollé tervei szerint készítették.
Schmidt 1875-ből származó javaslata szerint szükséges volt a sekrestye, valamint a Szent Fábián és Sebestyén kápolna eltávolítása annak érdekében, hogy egy nagyobb kórust és egy, a harangtoronyba vezető új lépcsőt alakítson ki, a templom padlóját lesüllyessze, a tetőt pedig megemelje. Ólomüveggel díszített csúcsíves ablakokat készít, a félköríves déli apszist pedig sokszögűvé alakítja át. Tervezték a barokk oltárok eltávolítását és új márványoltárok építését is. A nyugati homlokzatot úgy kellett átalakítani, hogy egy új kapuzattal ellátott előcsarnok fölé kerüljön, amely fölött a templom védőszentjének, Szent Márknak a szobra lenne. A homlokzat mindkét oldalán egy-egy csúcsívvel lezárt ablak állna.
Schmidt nem avatkozott bele túlságosan a déli portál kialakításába, ezért javaslatában felvetette, hogy a meglévő portál fölé gótikus ablakokkal ellátott oromzatot építsenek. A munkálatok végrehajtása során az eredeti tervtől részben eltértek, így például elkészült a nyugati portálnak az az egyszerűsített változata, amelyet ma is láthatunk, valamint a sarkokban tornyokkal ellátott harangtorony koronázása és az alatta elhelyezkedő galéria.
Bár az 1875-ből származó terv nem tartalmazott új színes tetőt, 1878-ban a templomot színes mázas cserepekkel borították, amelyeken a Horvát Királyság, Szlavónia és Dalmácia címere és Zágráb városának címere, valamint a horvát népi hímzés motívuma volt látható. A felújítás során a templom déli portálját újrafestették, ezzel egy ötödik festékréteget alkotva.
A templomot 1880. november 9-én a földrengésben ismét súlyos károk érték. A boltozatok és a falak megrepedtek, a nyugati fal és az orgona fölötti boltozat nagy része megrongálódott. Az 1881-es restaurálás során középkori freskókat találtak, amelyeket eltávolítottak, a templomot pedig Franz Schäffer díszítő festményével, valamint E. Novak és F. Quiquerez figuratív jeleneteivel és medalionjaival díszítették. A felújítás 1882-ben fejeződött be, a templomot 1882. október 29-én szentelték fel.

### A két világháború közötti munkák

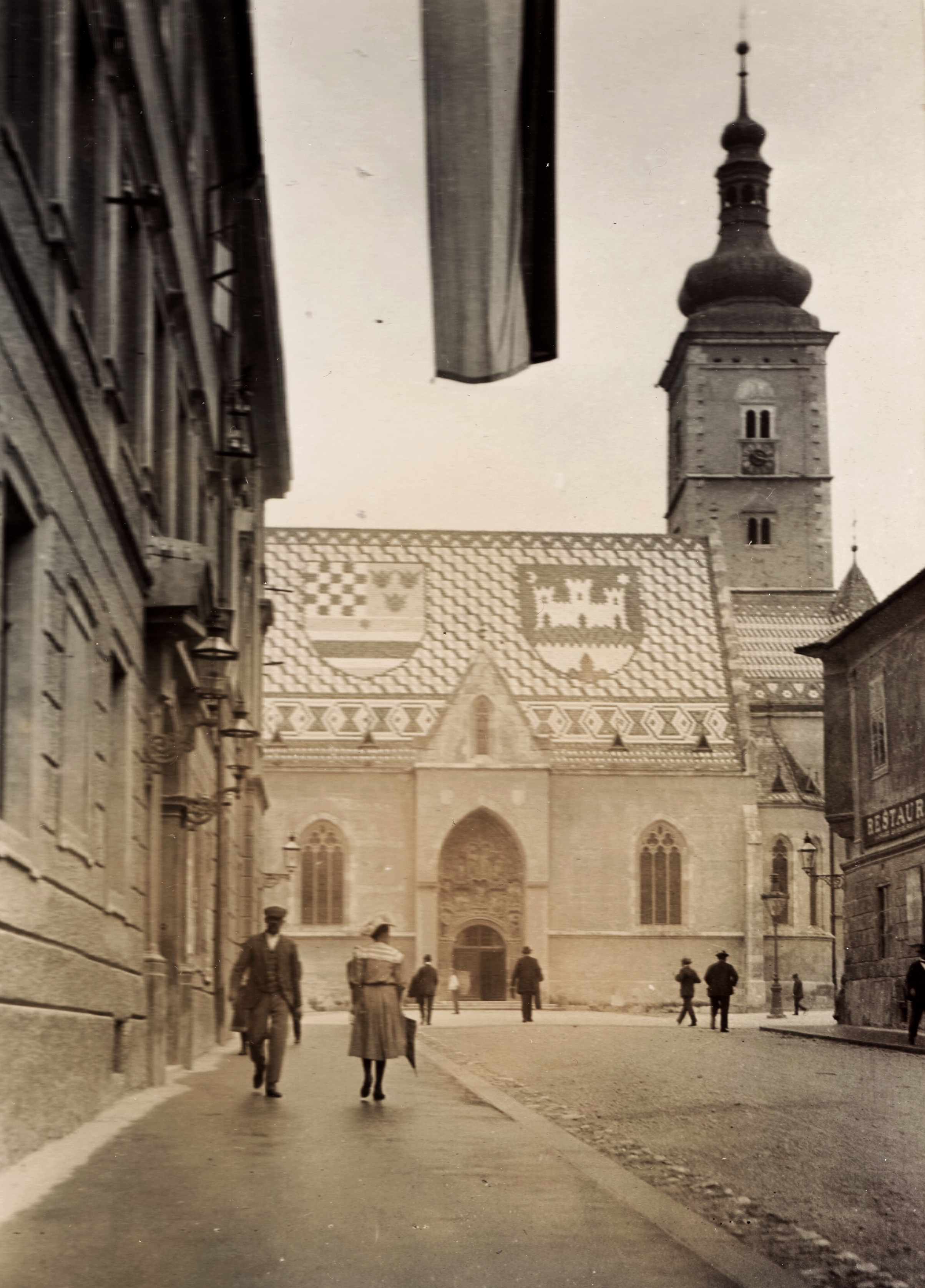
A Szent Márk-templom 1903-ban

A belső tér dekoratív berendezése az 1920-as években kezdődött és a 20. század negyedik évtizedének elején fejeződött be. A felújítási és átépítési munkálatok 1936-ban és 1937-ben zajlottak. A templom további nedvesedését meggátolták, a régi sírokat feltárták és megtisztították, a kövezett padló szintjét lesüllyesztették, a falakat és az oszlopokat megjavították, a falak alsó részeit pedig kővel burkolták. Korszerűsítették a fűtési, a szellőztető és világítórendszert, új ólomüveg ablakokat helyeztek el. Erőfeszítéseket tettek a Schmidt-Bollé-féle restaurálás egyes elemeinek eltávolítására, illetve pótlására. A kórust Lavoslav Horvat tervei alapján építették át. A sekrestye helyén helyreállították a legutóbbi felújítás során eltávolított Szent Fábián és Sebestyén kápolnát. Bár a munkálatok még folyamatban voltak, a megújított egyházat Alojzije Stepinac érsek szentelte fel 1937. december 21-én.
A felújítási munkák művészi vonatkozásairól olyan kiváló horvát képzőművészek gondoskodtak, mint Jozo Kljaković, Ljubo Babić és Ivan Meštrović. Jozo Kljaković három részletben bibliai és horvát történelmi témákkal festette ki a templom belsejét. Az első szakaszban (1922-1924) festette meg a hajó északi falát díszítő „Krisztus megkeresztelése”, a „Hegyi beszéd” és a „Lázár feltámasztása” című alkotásait, valamint a déli portál fölötti falat díszítő „Mózes fogadja Isten parancsolatait” című művét. A második szakaszban (1936-1937) a templom déli falát négy ószövetségi próféta ábrázolásával, valamint a templom apszisait az „Angyali üdvözlet”, „A pásztorok imádata”, az „Ostorozás”, „A sírba helyezés”, „Krisztus feltámadása” és „A Szent Eucharisztia diadala” című alkotásaival festette ki. Az utolsó szakaszban (1940) festette ki a Szent Fábián és Sebestyén kápolnát. Az itteni alkotások Krisztus keresztre feszítését, a négy evangélistát, valamint Szent Fábiánt, Szent Sebestyént, Szent Flóriánt, Szent Rókust és Kažotić püspököt ábrázolják. A horvát történelemből vett jeleneteket ábrázoló freskói „Zvonimir esküje”, a „Spliti szábor” és "A horvátok megkeresztelése Višeslav herceg előtt". Kezdetben Ljubo Babić feladata lett volna a falak kifestése, de mivel nem volt megelégedve műveivel, azokat megsemmisítette. Mégis hozzájárult a templom díszítéséhez vászonra festett olajképeivel, melyek témája „Krisztus keresztre feszítése”, „A keresztről való levétele”" és "A horvát karácsony".
Ivan Meštrović feladata volt a templom belsejének szobrokkal és domborművekkel való berendezése, melyek kőből és bronzból készültek. A fő apszishoz készített egy nagy feszületet, egy áldozórácsot horvát fonatos díszítéssel, egy kőszéket, egy Zágráb címerét, valamint egy Szent Márkot ábrázoló domborművet. A sasos díszítésű szószéket is ő készítette. Az északi apszishoz egy bronz Pietát, egy a halott Krisztus domborművével díszített kőoltárt és egy kis feszületet készített. A déli apszishoz ő készítette a „Horvát Istenanya” szobrát, valamint az angyalzenészek domborművével díszített oltárt. A Szent Fábián és Sebestyén kápolnában helyezték el a Krisztus megkeresztelését ábrázoló keresztelőmedencéjét, valamint az oltárok mellé az „Angyali üdvözlet”, „A születés” és a „Bemutatás a templomban” című domborműveit.

### Konzerválási és restaurátori munkák a 20. század második felétől
A zágrábi Szent Márk-templom történetében az 1960-as évek végétől napjainkig tartó időszak annak ellenére, hogy a munkálatokat rövidebb-hosszabb időközönként végezték a folyamatos rekonstrukció időszakának tekinthető. A munkálatokat többnyire a Horvát Restaurátor Intézet végezte. 1967 és 1976 között elvégezték a templom lepusztult részeinek szükséges javítását. A munkálatok többnyire a templom homlokzataira irányultak. Elvégezték a falszerkezet megerősítését, a sérült faragott részek cseréjét, vakolást, festést stb. A legfontosabbak mégis a templom építéstörténetével kapcsolatos új eredmények, amelyek a beavatkozások során kerültek napvilágra. A homlokzat vakolatának eltávolításával a templom korábbi építési szakaszaiból származó kőtöredékeket találtak, melyek közül a legfontosabbak a déli homlokzat román stílusú ablaka és a nyugati homlokzat első támpillérei voltak. 1980 és 1988 között a templom belsejében lévő, nedvességtől károsodott falfestmények restaurálását hajtották végre. A beavatkozások között szerepelt Szent Fábián és Sebestyén kápolna boltozata sérült kőelemeinek javítása és megerősítése is. A harangtornyon az első beavatkozásokat már 1969-ben elvégezték, majd az 1990-es évekig hosszabb időközönként folytatták. A restaurálási munkák mellett végezték a templom építéstörténeti kutatását, valamint ácsmunkákat, bádogozást, kőfaragást és egyéb munkákat is. A harangtornyot 1994 végén újravakolták és festették. Bár a templom teteje már az 1970-es évek elején megrongálódott, a következő húsz évben a munkálatok csak a szükséges beavatkozásokra korlátozódtak. A tető rossz állapotához hozzájárult a közeli Báni palota elleni 1991. októberi rakétatámadás is. A munkák során a tetőfedő cserepeket átvizsgálták, a jó állapotúakat megtartották, a sérülteket pedig kicserélték. A templom színes cserepeit a pécsi Zsolnay gyár készítette. A templom építésének és tetőfedésének munkálatai 2002 végén fejeződtek be. A nyugati portálon a beavatkozások az 1990-es évek elejétől 2006-ig tartottak. A déli portálon már 1949-ben beavatkozásokat hajtottak végre, azonban ezek a munkálatok akkor nem fejeződtek be. Az 1970-es években megkezdődtek az újrafeltárások és a beavatkozások, amelyek 2009-ig időközönként tartottak. Ekkor a szobrok fakszimiléi, amelyeket a délszláv háború miatt leszereltek, újra a portálra kerültek. Az eredeti szobrokat a kápolnában őrzik. A templom homlokzatának felújítása 2008-ban kezdődött. A beavatkozások 2010-ig tartottak, ezeket a Városi Kulturális és Természeti Műemlékvédelmi Intézet irányította. Az 1970-es években a homlokzatokon felfedezett régebbi elemeket és az eredeti fal szerkezetének bemutatására egyes falrészeket kiemeltek.
A templomot a közelmúltban két újabb földrengés rongálta meg. Az első 2020. március 22-én, amikor a zágrábi földrengésben több épületben is súlyos károk keletkeztek, a második pedig a 2020-as év végén, melynek epicentruma Petrinya közelében volt.

## Az orgona
A templom orgonájáról az első említés 1359-ből származik, amikor egy Nikola nevű orgonistája volt a templomnak. Ez egyben az első orgonistáról szóló említés Horvátországban. 
Az az orgona, amely 2010-ig a templomban állt 1890-ből származik, amikor Ferdo Heferer mechanikus hangszerét felállították. Ezt az orgonát 1936-ban utóda August Faullend-Heferer újította fel, melynek során az 1890-es anyagot nagyrészt eltávolították. Az elvégzett módosítások mennyisége olyan jelentős volt, hogy egyes szakértői vélemények szerint az orgonát teljesen új eszköznek kell tekinteni. Az évek során a hangszer számos hiányosságára derült fény, ezért Franjo Prstec plébános kezdeményezésére a műemléki hatóságokkal és a Kulturális Minisztérium illetékeseivel együttműködve, valamint a szakvélemények alapján arra a döntésre jutottak, hogy a legjobb megoldás egy új orgona építése lenne. 
Az új hangszer építését a passaui Eisenbarth műhelyre bízták, ahol minden sípot és alkatrészt kézzel készítettek. Az orgona 3 manuállal, pedálművel és 41 regiszterrel, a legkorszerűbb anyagokat és eszközöket felhasználva készült el. A teljes projekt költsége 450 000 euró volt, amelyet kizárólag az egyházközség és az adományozók finanszíroztak. Az új orgonát 2011. május 8-án ünnepi szentmisével szentelték fel, amelyen Ante Knešaurek, Alen Kopunović Legetin és Pavao Mašić orgonisták játszottak.

## A templom másolata
A templomnak az ausztrál fővárosban, Canberrában a Cockington Parkban áll egy miniatűr mása, egy olyan piknikterületen, ahol számos híres épület másolata is megtalálható. Az építést az ausztráliai horvát nagykövetség finanszírozta, és a munka 83 napot (2000 órát) vett igénybe. A másolat tetején mind a 45 000 cserepet kézzel helyezték el. A másolatot 2016. október 8-án, a horvát függetlenség ünnepén avatták fel ünnepélyesen.

## Galéria
- A Szent Márk tér légifényképe
- A címerek a templom tetőzetén
- A nyugati kapuzat
- A templombelső
- A Horvát Istenanya szobra
- A nagy feszület
- Krisztus feltámadása (freskó)
- A templombelső részlete
- A templombelső elölnézetben

## Fordítás
Ez a szócikk részben vagy egészben  a   Crkva sv. Marka u Zagrebu című horvát Wikipédia-szócikk ezen változatának fordításán alapul.  Az eredeti cikk szerkesztőit annak laptörténete sorolja fel. Ez a jelzés csupán a megfogalmazás eredetét és a szerzői jogokat jelzi, nem szolgál a cikkben szereplő információk forrásmegjelöléseként.